# ساکن برج بلند
'ساکن برج بلند' (به انگلیسی: The Man in the High Castle) عنوان رمانی در ژانر تاریخ جایگزین است که توسط رمان‌نویس آمریکایی فیلیپ کی. دیک نوشته شده‌است. در این داستان جنگ جهانی دوم در سال ۱۹۴۷ پایان یافته‌است و دولت‌های محور یعنی امپراتوری ژاپن و آلمان نازی در جنگ پیروز شده‌اند و هر کدام حاکم بخش‌هایی از کشور سابق ایالات متحده آمریکا هستند. ماجرای این رمان پانزده سال پس از پایان جنگ یعنی در سال ۱۹۶۲ اتفاق می‌افتد. ساکن برج بلند در سال ۱۹۶۳ برنده جایزه هوگو برای بهترین داستان شد.
این رمان در سال ۱۳۹۷ با ترجمه سمیه گنجی توسط انتشارات روزنه در ایران منتشر شد.